# Wonder Woman (banda sonora)
Wonder Woman es el título de la banda sonora a la película del mismo nombre. La música está compuesta, escrita y arreglada por Rupert Gregson-Williams. Fue lanzado el 2 de junio de 2017 a través de WaterTower Music.
El 3 de noviembre de 2016, Rupert Gregson-Williams fue contratado para escribir y componer la música de la película. A él se le unieron Tom Howe, Paul Mounsey y Andrew Kawczynski para proporcionan la música adicional. La banda sonora fue el mismo día que la película en formato CD, digital y vinilo.
La cantante australiana Sia interpretó una canción para la película, titulada "To Be Human", con el músico inglés Labrinth. Escrito por Florence Welch y Rick Nowels, la pista se incluye en la banda sonora. El sencillo fue lanzado el 25 de mayo de 2017.

## Track listing
Toda la música compuesta por Rupert Gregson-Williams, excepto los que se anotan. 
| N.º | Título                                       | Artista(s)       | Duración |  |
| 1.  | «Amazons of Themyscira»                      |                  | 6:47     |  |
| 2.  | «History Lesson»                             |                  | 5:16     |  |
| 3.  | «Angel on the Wing»                          |                  | 3:45     |  |
| 4.  | «Ludendorff, Enough!»                        |                  | 7:37     |  |
| 5.  | «Pain, Loss & Love»                          |                  | 5:27     |  |
| 6.  | «No Man's Land»                              |                  | 8:52     |  |
| 7.  | «Fausta»                                     |                  | 3:20     |  |
| 8.  | «Wonder Woman's Wrath»                       |                  | 4:06     |  |
| 9.  | «The God of War»                             |                  | 8:02     |  |
| 10. | «We Are All to Blame»                        |                  | 3:11     |  |
| 11. | «Hell Hath No Fury»                          |                  | 3:58     |  |
| 12. | «Lightning Strikes»                          |                  | 3:35     |  |
| 13. | «Trafalgar Celebration»                      |                  | 4:50     |  |
| 14. | «Action Reaction»                            |                  | 5:54     |  |
| 15. | «To Be Human» (Florence Welch y Rick Nowels) | Sia ft. Labrinth | 4:00     |  |